# Championnat de Belgique de football de quatrième division 1980-1981
Navigation
saison précédente saison suivante
Le Championnat de Belgique de football D4 1980-1981 est la vingtième-neuvième édition du championnat de Promotion belge en tant que 4e niveau national.
La fin de cette saison, à l'instar de celle de Division 3 est marquée par un «fait de corruption» et la rétrogradation de deux clubs.
Des fusions concernant des clubs de D3 ont un impact sur la Promotion.

## Falsification de compétition?
Durant cette saison 1980-1981, deux affaires de "corruption" ou de "tentative de falsification" de la compétition défraient la chronique. L'une concerne le Patro Eisden qui évolue en Division 3. L'autre implique Hoger-Op Merchtem et Betekom. Les deux cercles brabançons sont sanctionnés d'une relégation en Première Provinciale. Cette double punition profite aux 14e classés de chaque série qui ne sont pas relégués directs. Deux d'entre eux assurent leur maintien à la suite d'un « barrage ».

## Fusions
Deux fusions concernant des clubs évoluant en Division interviennent en cette fin de saison. D'une par les ceux cercles ostendais, l'AS (matricule 53) et le VG (matricule 31) s'unissent pour former le KV Oostende sous le matricule 31. Par ailleurs, le K. RC Tienen (matricule 132) fusionne avec le K. Voorwaarts Tienen (matricule 3229) pour créer le K. VK Tienen sous le matricule 132.
Ces deux fusions libèrent une place en Division 3 où évoluent les des clubs ostendais. Un montant supplémentaire doit être désigné parmi les deuxièmes classés en Promotion. La fusion entre les deux équipes tirlemontoises libère la place occupée par le "Voorwaarts" en Promotion. La Province de Brabant reçoit le droit de faire monter une équipe supplémentaire depuis sa P1. 
Le montant supplémentaire de Promotion vers la D3 (en raison de la fusion ostendaise) octroie une 14e place supplémentaire des P1 vers la Promotion. Par rapport à la densité de clubs, c'est la Flandre orientale qui bénéficie d'un promu supplémentaire.

## Clubs participants
Le nom des clubs est celui employé à l'époque. Les matricules renseignés en caractères gras existent encore en 2019-2020.

### Série A
| #  | Nom                                           | Mat. | Ville       | Stades        | Provinces       | En Prom depuis  | Total en Prom. | Saison précéd.                  |
| -- | --------------------------------------------- | ---- | ----------- | ------------- | --------------- | --------------- | -------------- | ------------------------------- |
| 1  | Koninklijke Racing Club Gent                  | 11   | Gand        | E. Hiel       | Fl. orientale   | 1973-1974 (8e)  | 11 saisons     | 9e Série A                      |
| 2  | Royal Excelsior Mouscron                      | 224  | Mouscron    | Le Canonnier  | Hainaut         | 1979-1980 (2e)  | 6 saisons      | 6e Série A                      |
| 3  | Koninklijke Football Club Eeklo               | 231  | Eeklo       | De Zandvleuge | Fl. orientale   | 1974-1975 (7e)  | 12 saisons     | 8e Série A                      |
| 4  | Koninklijke Sport Vereniging Bornem           | 342  | Bornem      | Breevendomein | Anvers          | 1979-1980 (2e)  | 2 saisons      | 2e Série B                      |
| 5  | Koninklijkle Maatschapij Sport Kring Deinze   | 818  | Deinze      | Astenedreef   | Fl. orientale   | 1976-1977 (5e)  | 18 saisons     | 5e Série A                      |
| 6  | Koninklijke Football Club Zwarte Leeuw        | 1124 | Rijkevorsel | Helhoekweg    | Anvers          | 1974-1975 (7e)  | 7 saisons      | 3e Série C                      |
| 7  | Koninklijke Football Club Meulebeke           | 1255 | Meulebeke   | Dr Leo Abeele | Fl. occidentale | 1978-1979 (3e)  | 14 saisons     | 3e Série A                      |
| 8  | Voetbal Club Zwevegem Sport                   | 1349 | Zwevegem    | ???           | Fl. occidentale | 1970-1971 (11e) | 15 saisons     | 7e Série A                      |
| 9  | Royal Dottignies Sports                       | 1619 | Dottignies  | ???           | Fl. occidentale | 1977-1978 (4e)  | 4 saisons      | 13e Série A                     |
| 10 | Hoogstraten Voetbal Vereniging                | 2366 | Hoogstraten | Seminarie     | Anvers          | 1964-1965 (17e) | 17 saisons     | 12e Série C                     |
| 11 | Merksplas Sport Kring                         | 3256 | Merksplas   | Gemeentelijk  | Anvers          | 1979-1980 (2e)  | 2 saisons      | 11e Série C                     |
| 12 | Eendracht Wervik                              | 3694 | Wervik      | ???           | Fl. occidentale | 1979-1980 (2e)  | 2 saisons      | 10e Série A                     |
| 13 | Eendracht VV Aalter                           | 4763 | Aalter      | Gemeentelijk  | Fl. orientale   | 1977-1978 (4e)  | 8 saisons      | 2e Série A                      |
| 14 | Koninklijke Tubantia Borgerhout Voetbal Klub  | 64   | Borgerhout  | Rivierenhof   | Anvers          | 1980-1981 (1re) | 17 saisons     | montant Prov d'Anvers           |
| 15 | Koninklijke Voetbal Klub Torhout              | 110  | Torhout     | Velodroom     | Fl. occidentale | 1980-1981 (1re) | 9 saisons      | montant Prov de Fl. occidentale |
| 16 | Koninklijke Football Club Vigor Wuitens Hamme | 211  | Hamme       | Gemeentelijke | Fl. orientale   | 1980-1981 (1re) | 7 saisons      | montant Prov de Fl. orientale   |

#### Localisation – Série A
| \| Torhout Meulebeke Zwevegem Wervik Deinze Aalter Eeklo Gand Hamme Dottignies Mouscron Tubantia Bornem Hoogstraten Z. Leeuw Merksplas \| Localisation des clubs engagés en Promotion A 1980-1981 |
| Torhout Meulebeke Zwevegem Wervik Deinze Aalter Eeklo Gand Hamme Dottignies Mouscron Tubantia Bornem Hoogstraten Z. Leeuw Merksplas                                                               |

### Série B
| #  | Nom                                               | Mat. | Ville             | Stades             | Provinces     | En Prom depuis  | Total en Pr-om. | Saison précéd.           |
| -- | ------------------------------------------------- | ---- | ----------------- | ------------------ | ------------- | --------------- | --------------- | ------------------------ |
| 1  | Royal Crossing Club de Schaerbeek                 | 55   | Schaerbeek        | Parc Josaphat      | Brabant       | 1980-1981 (1re) | 8 saisons       | 16e Division 3 B         |
| 2  | Koninklijke Football Club Verbroedering Geel      | 395  | Geel              | Leunen             | Anvers        | 1980-1981 (1re) | 12 saisons      | 15e Division 3 A         |
| 3  | Koninklijke Football Club Duffel                  | 284  | Duffel            | ???                | Anvers        | 1962-1963 (19e) | 22 saisons      | 6e Série B               |
| 4  | Koninklijke Sport Kring Geraardsbergen            | 290  | Grammont          | Gemeentelijk       | Fl. orientale | 1979-1980 (2e)  | 13 saisons      | 11e Série A              |
| 5  | Koninklijke Wezel Sport Football Club             | 844  | Wezel             | ???                | Anvers        | 1978-1979 (3e)  | 14 saisons      | 9e Série C               |
| 6  | Koninklijke Olympia Sporting Club Wijgmaal        | 1349 | Wijgmaal          | ???                | Brabant       | 1969-1970 (12e) | 13 saisons      | 12e Série B              |
| 7  | Koninklijke Football Club Putte                   | 1874 | Putte             | ???                | Anvers        | 1972-1973 (8e)  | 8 saisons       | 7e Série B               |
| 8  | Voetbal Club Westerlo                             | 2024 | Westerlo          | ???                | Anvers        | 1971-1972 (10e) | 12 saisons      | 13e Série C              |
| 9  | Football Club Verbroedering Meerhout              | 2169 | Meerhout          | Weversberg         | Anvers        | 1967-1968 (14e) | 14 saisons      | 10e Série C              |
| 10 | Koninklijke Hoger op Merchtem                     | 2242 | Merchtem          | ???                | Brabant       | 1979-1980 (2e)  | 12 saisons      | 10e Série B              |
| 11 | Voetbal Klub Ninove                               | 2373 | Ninove            | De Kloppers        | Fl. orientale | 1975-1976 (5e)  | 15 saisons      | 4e Série A               |
| 12 | Football Club Heist Sportief                      | 2948 | Heist-op-den-Berg | Losstraat          | Anvers        | 1968-1969 (13e) | 21 saisons      | 11e Série B              |
| 13 | Koninklijke Athletic Club Betekom                 | 3634 | Betekom           | Voetbalpleinstraat | Brabant       | 1979-1980 (2e)  | 3 saisons       | 5e Série B               |
| 14 | Diegem Sport                                      | 3887 | Diegem            | Gemeentelijk       | Brabant       | 1977-1978 (4e)  | 4 saisons       | 3e Série B               |
| 15 | Koninklijke Football Club de Sportvrienden Nijlen | 1065 | Nijlen            | Ophoven            | Anvers        | 1980-1981 (1re) | 13 saisons      | montant Prov. d'Anvers   |
| 16 | Koninklijke Londerzeel Sport Kring                | 3630 | Londerzeel        | A. Lambert         | Brabant       | 1980-1981 (1re) | 1 saison        | montant Prov. du Brabant |

#### Localisation – Série B
| \| CRO Geel Meerhout Ninove Grammont Heist Putte Nijlen Londerzeel Merchtem Betekom Diegem Wijgmaal Duffel Westerlo Wezel \| Localisation des clubs engagés en Promotion B 1980-1981 |
| CRO Geel Meerhout Ninove Grammont Heist Putte Nijlen Londerzeel Merchtem Betekom Diegem Wijgmaal Duffel Westerlo Wezel                                                               |

### Série C
| #  | Nom                                         | Mat. | Ville              | Stades            | Provinces  | En Prom depuis  | Total en Pr-om. | Saison précéd.              |
| -- | ------------------------------------------- | ---- | ------------------ | ----------------- | ---------- | --------------- | --------------- | --------------------------- |
| 1  | Union Royale Namur                          | 156  | Namur              | Michel Soulier    | Namur      | 1980-1981 (1re) | 1 saison        | 15e Division 3B             |
| 2  | Royale Association Marchiennoise des Sports | 278  | Marchienne-au-Pont | Communal          | Hainaut    | 1980-1981 (1re) | 15 saisons      | 16e Division 3A             |
| 3  | Royale Union Hutoise Football Club          | 76   | Huy                | de la Croix-Rouge | Liège      | 1973-1974 (8e)  | 23 saisons      | 2e Série D                  |
| 4  | Royal Stade Waremmien Football Club         | 190  | Waremme            | Edmond Leburton   | Liège      | 1975-1976 (6e)  | 14 saisons      | 13e Série B                 |
| 5  | Royal Excelsior Virton                      | 200  | Virton             | Yvan Georges      | Luxembourg | 1975-1976 (6e)  | 17 saisons      | 7e Série D                  |
| 6  | Royal Cercle Sportif Andennais              | 307  | Andenne            | Julien Pappa      | Namur      | 1978-1979 (3e)  | 18 saisons      | 6e Série D                  |
| 7  | Royale Jeunesse Sportive Bas-Oha            | 1654 | Bas-Oha            | Louis Manne       | Liège      | 1978-1979 (3e)  | 5 saisons       | 11e Série D                 |
| 8  | Royal Dinant Football Club                  | 1657 | Dinant             | Citadelle         | Namur      | 1974-1975 (7e)  | 15 saisons      | 5e Série D                  |
| 9  | Standard Club Pâturageois                   | 1801 | Pâturages          | rue A. Delattre   | Hainaut    | 1978-1979 (3e)  | 3 saisons       | 12e Série A                 |
| 10 | Union Sportive Durnal                       | 2472 | Durnal             | Bonny d'Au Ban    | Namur      | 1977-1978 (4e)  | 4 saisons       | 13e Série D                 |
| 11 | Union Momalloise                            | 2947 | Momalle            | ???               | Liège      | 1978-1979 (3e)  | 10 saisons      | 4e Série B                  |
| 12 | Stade Gedinnois                             | 3388 | Gedinne            | Morie             | Namur      | 1978-1979 (3e)  | 3 saisons       | 10e Série D                 |
| 13 | Football Club Le Lorrain                    | 7763 | Arlon              | du FC Lorrain     | Luxembourg | 1977-1978 (4e)  | 4 saisons       | 9e Série D                  |
| 14 | Union Royale Sportive du Centre             | 213  | Haine-St-P.        | Raymond Dienne    | Hainaut    | 1980-1981 (1re) | 13 saisons      | montant Prov. de Hainaut    |
| 15 | Royale Union Wallonne Ciney                 | 460  | Ciney              | stade Lambert     | Namur      | 1980-1981 (1re) | 8 saisons       | montant Prov. de Namur      |
| 16 | Entente Sportive Jamoigne-Izel              | 6558 | Jamoigne           | ???               | Luxembourg | 1980-1981 (1re) | 1 saisons       | montant Prov. de Luxembourg |

#### Localisation – Série C
| \| Pâturages Centre Marchienne NamurAndenne Durnal Ciney Dinant Gedinne Huy Waremme Momalle Bas-Oha Jamoigne-Izel Virton Le Lorrain \| Localisation des clubs engagés en Promotion C 1980-1981 |
| Pâturages Centre Marchienne NamurAndenne Durnal Ciney Dinant Gedinne Huy Waremme Momalle Bas-Oha Jamoigne-Izel Virton Le Lorrain                                                               |

### Série D
| #  | Nom                                            | Mat. | Ville     | Stades              | Provinces | En Prom depuis  | Total en Pr-om. | Saison précéd.            |
| -- | ---------------------------------------------- | ---- | --------- | ------------------- | --------- | --------------- | --------------- | ------------------------- |
| 1  | Royal Cercle Sportif Verviétois                | 8    | Verviers  | de Bielmont         | Liège     | 1979-1980 (2e)  | 5 saisons       | 3e Série D                |
| 2  | Royal Club Sportif Stavelotain                 | 126  | Stavelot  | Pré-Messire         | Liège     | 1972-1973 (9e)  | 9 saisons       | 8e Série D                |
| 3  | Royal Football Club Malmundaria 1904           | 188  | Malmedy   | Jacques Lechat      | Liège     | 1979-1980 (2e   | 4 saisons       | 4e Série D                |
| 4  | Royal Blégny Football Club                     | 236  | Blegny    | ???                 | Liège     | 1976-1977 (5e)  | 12 saisons      | 8eSérie B                 |
| 5  | Koninklijke Football Club Lommelse Sport Kring | 1986 | Lommel    | Soeverein           | Limbourg  | 1978-1979 (3e)  | 14 saisons      | 2e Série C                |
| 6  | Koninklijke Sport Kring Bree                   | 2583 | Bree      | SK Bree             | Limbourg  | 1979-1980 (2e)  | 7 saisons       | 7e Série C                |
| 7  | Koninklijke Wit-Ster Beverst                   | 2727 | Beverst   | Zonhoevestraat      | Limbourg  | 1977-1978 (4e)  | 7 saisons       | 5e Série C                |
| 8  | Zonhoven Vlug en Vrij                          | 2780 | Zonhoven  | De Basvelde         | Limbourg  | 1977-1978 (4e)  | 8 saisons       | 6e Série C                |
| 9  | Voorwaarts Tienen                              | 3229 | Tirlemont | Kabbeeksepoort      | Brabant   | 1979-1980 (2e)  | 10 saisons      | 9e Série B                |
| 10 | Union Sportive Ferrières                       | 3449 | Ferrières | ???                 | Liège     | 1979-1980 (2e)  | 10 saisons      | 12e Série D               |
| 11 | Sporting Klub Alken                            | 3916 | Alken     | Langveld            | Limbourg  | 1979-1980 (2e)  | 7 saisons       | 4e Série C                |
| 12 | Rapid Spouwen                                  | 5775 | Spouwen   | Riemstersteenweg    | Limbourg  | 1974-1975 (7e)  | 7 saisons       | 8e Série C                |
| 13 | Société Royale Union Verviers                  | 34   | Verviers  | du Panorama         | Liège     | 1980-1981 (1re) | 14 saisons      | montant Prov. de Liège    |
| 14 | Royal Cercle Sportif Visétois                  | 369  | Visé      | de la Cité de l'Oie | Liège     | 1980-1981 (1re) | 9 saisons       | montant Prov. de Liège    |
| 15 | Eendracht Club Rotem                           | 2081 | Rotem     | ???                 | Limbourg  | 1980-1981 (1re) | 1 saison        | montant Prov. de Limbourg |
| 16 | Football Club Assent                           | 8091 | Assent    | ???                 | Brabant   | 1980-1981 (1re) | 1 saison        | montant Prov. de Brabant  |

#### Localisation – Série D
| \| Assent Tirlemont Lommel Bree Rotem Alken Zonhoven Beverst Spouwen Visé Blégny Verviers SRU Malmedy Ferrières Stavelot \| Localisation des clubs engagés en Promotion D 1980-1981 |
| Assent Tirlemont Lommel Bree Rotem Alken Zonhoven Beverst Spouwen Visé Blégny Verviers SRU Malmedy Ferrières Stavelot                                                               |

## Classements et Résultats
- Le nom des clubs est celui employé à l'époque

Légende
- Clubs champions et promus en Division 3 la saison suivante
- Clubs promus à la place du champion en Division 3 la saison suivante
- Clubs qualifiés pour un tour final devant désigner un montant supplémentaire (éventuel)
- Clubs devant jouer un tour final pour tenter d'assurer leur maintien
- Clubs relégués en Première provinciale la saison suivante

Abréviations
 : Clubs relégués de « Division 3 » depuis la saison précédente

: Clubs promus de Première provinciale depuis la saison précédente

### Classement final - Série A
| Rang | Équipe                    | Pts | J  | G  | N  | P  | Bp | Bc | Diff |
| ---- | ------------------------- | --- | -- | -- | -- | -- | -- | -- | ---- |
| 1    | R. DOTTIGNIES SPORT       | 46  | 30 | 19 | 8  | 3  | 50 | 29 | +21  |
| 2    | K. FC Zwarte Leeuw        | 41  | 30 | 17 | 7  | 6  | 50 | 19 | +31  |
| 3    | R. Excelsior Mouscron     | 36  | 30 | 15 | 6  | 9  | 52 | 39 | +13  |
| 4    | Hoogstraten VV            | 34  | 30 | 14 | 6  | 10 | 34 | 33 | +1   |
| 5    | K. FC Eeklo               | 34  | 30 | 13 | 8  | 9  | 57 | 41 | +16  |
| 6    | K. FC Vigor Wuitens Hamme | 34  | 30 | 10 | 14 | 6  | 55 | 36 | +19  |
| 7    | VC Zwevegem Sport         | 33  | 30 | 11 | 11 | 8  | 41 | 36 | +5   |
| 8    | K. Tubantia Borgerhout VK | 31  | 30 | 10 | 11 | 9  | 38 | 40 | -2   |
| 9    | Eendracht Wervik          | 29  | 30 | 11 | 7  | 12 | 56 | 54 | +2   |
| 10   | K. SV Bornem              | 28  | 30 | 10 | 8  | 12 | 39 | 38 | +1   |
| 11   | Eendracht VV Aalter       | 26  | 30 | 8  | 10 | 12 | 31 | 40 | -9   |
| 12   | Merksplas SK              | 25  | 30 | 7  | 11 | 12 | 34 | 49 | -15  |
| 13   | K. FC Meulebeke           | 24  | 30 | 9  | 6  | 15 | 40 | 52 | -12  |
| 14   | KM SK Deinze              | 23  | 30 | 8  | 7  | 15 | 24 | 46 | -22  |
| 15   | K. VK Torhout             | 22  | 30 | 6  | 10 | 14 | 41 | 46 | -5   |
| 16   | R. RC Gent                | 14  | 30 | 4  | 6  | 20 | 19 | 63 | -44  |

- 661 buts, soit 22,06 buts par journée ou 2,75 buts par match.

#### Résultats des rencontres - Série A
| Résultats (▼dom., ►ext.)                                   | AAL | TUB | BOR | DEI | DOT | EEK | RCG | HAM | HOO | MER | MEU | MOU | TOR | WER | ZWL | ZWE |
| Eendracht VV Aalter                                        |     | 1-2 | 0-1 | 4-1 | 0-1 | 1-1 | 2-0 | 0-2 | 1-1 | 0-0 | 0-4 | 1-4 | 1-0 | 1-1 | 0-0 | 1-0 |
| K. Tubantia Borgerhout VK                                  | 0-1 |     | 0-0 | 2-0 | 1-1 | 0-0 | 2-0 | 2-2 | 2-0 | 3-2 | 3-2 | 2-0 | 1-1 | 4-2 | 0-2 | 1-1 |
| K. SV Bornem                                               | 0-0 | 1-2 |     | 2-0 | 0-2 | 2-2 | 1-0 | 2-5 | 1-0 | 1-3 | 2-0 | 0-2 | 0-1 | 5-2 | 0-2 | 1-1 |
| KM SK Deinze                                               | 3-1 | 3-1 | 1-0 |     | 1-3 | 0-5 | 1-1 | 2-1 | 0-0 | 0-2 | 0-0 | 2-1 | 2-1 | 0-0 | 0-2 | 0-1 |
| R. Dottignies Sport                                        | 1-4 | 1-1 | 0-0 | 1-0 |     | 0-0 | 4-1 | 1-1 | 1-0 | 3-0 | 1-0 | 2-1 | 2-1 | 3-2 | 1-0 | 2-1 |
| K. FC Eeklo                                                | 6-1 | 6-2 | 2-3 | 0-1 | 1-3 |     | 0-0 | 1-1 | 4-0 | 3-2 | 3-1 | 2-0 | 2-1 | 5-2 | 1-0 | 2-1 |
| R. RC Gent                                                 | 0-2 | 1-1 | 0-5 | 2-1 | 1-2 | 3-1 |     | 3-6 | 0-1 | 1-1 | 1-0 | 1-0 | 0-1 | 1-6 | 0-1 | 0-2 |
| K. FC Vigor W. Hamme                                       | 2-1 | 0-1 | 0-0 | 0-0 | 1-2 | 4-0 | 3-0 |     | 5-2 | 0-0 | 2-2 | 7-1 | 1-1 | 2-2 | 1-2 | 1-1 |
| Hoogstraten VV                                             | 3-1 | 2-0 | 2-1 | 2-0 | 4-1 | 0-2 | 2-0 | 1-1 |     | 2-0 | 3-1 | 1-0 | 1-0 | 1-0 | 0-0 | 0-0 |
| Merksplas SK                                               | 0-0 | 0-0 | 2-1 | 2-0 | 0-1 | 3-2 | 0-0 | 1-1 | 1-1 |     | 2-4 | 2-2 | 1-4 | 3-3 | 0-3 | 2-0 |
| K. FC Meulebeke                                            | 0-4 | 3-2 | 0-0 | 1-0 | 1-3 | 3-0 | 1-0 | 0-0 | 4-0 | 1-0 |     | 2-3 | 2-2 | 0-2 | 2-2 | 0-2 |
| R. Excelsior Mouscron                                      | 0-0 | 2-1 | 0-1 | 4-2 | 1-1 | 1-1 | 1-1 | 3-2 | 2-1 | 5-1 | 4-1 |     | 3-0 | 3-1 | 1-0 | 1-0 |
| K. VK Torhout                                              | 1-1 | 3-0 | 4-4 | 0-0 | 0-0 | 3-1 | 4-0 | 1-2 | 1-2 | 1-1 | 1-2 | 0-2 |     | 1-1 | 1-3 | 4-4 |
| Eendracht Wervik                                           | 3-1 | 1-0 | 3-0 | 1-3 | 3-5 | 1-3 | 4-1 | 0-1 | 3-1 | 5-1 | 2-1 | 1-0 | 4-2 |     | 1-1 | 0-1 |
| K. FC Zwarte Leeuw                                         | 2-0 | 1-1 | 2-0 | 5-0 | 2-1 | 1-0 | 4-0 | 1-1 | 0-1 | 0-1 | 4-0 | 2-2 | 1-0 | 4-0 |     | 2-0 |
| VC Zwevegem Sport                                          | 1-1 | 1-1 | 0-5 | 1-1 | 1-1 | 1-1 | 4-1 | 3-0 | 1-0 | 2-1 | 4-2 | 1-3 | 2-1 | 0-0 | 4-1 |     |
| - Victoire à domicile - Match nul - Victoire à l'extérieur |     |     |     |     |     |     |     |     |     |     |     |     |     |     |     |     |

### Classement final - Série B
| Rang | Équipe                      | Pts | J  | G  | N  | P  | Bp | Bc | Diff |
| ---- | --------------------------- | --- | -- | -- | -- | -- | -- | -- | ---- |
| 1    | K. Hoger-Op Merchtem        | 44  | 30 | 19 | 6  | 5  | 58 | 32 | +26  |
| 2    | VK NINOVE                   | 43  | 30 | 18 | 7  | 5  | 53 | 30 | +23  |
| 3    | K. FC Verbroedering Geel    | 41  | 35 | 15 | 11 | 9  | 48 | 34 | +14  |
| 4    | FC Verbroedering Meerhout   | 39  | 30 | 16 | 7  | 7  | 52 | 32 | +20  |
| 5    | R. Crossing Club Schaerbeek | 30  | 30 | 11 | 8  | 11 | 56 | 51 | +5   |
| 6    | FC Heist Sportief           | 29  | 30 | 11 | 7  | 12 | 40 | 37 | +3   |
| 7    | K. FC Duffel                | 28  | 30 | 11 | 6  | 13 | 37 | 34 | +3   |
| 8    | K. Londerzeel SK            | 28  | 30 | 7  | 14 | 9  | 32 | 32 | 0    |
| 9    | K. FC SV Nijlen             | 27  | 30 | 9  | 9  | 12 | 33 | 40 | -7   |
| 10   | K. Olympia SC Wijgmaal      | 27  | 30 | 8  | 11 | 11 | 29 | 32 | -3   |
| 11   | K. Wezel Sport FC           | 26  | 30 | 8  | 10 | 12 | 35 | 39 | -4   |
| 12   | K. AC Betekom               | 25  | 30 | 10 | 5  | 15 | 41 | 53 | -12  |
| 13   | Diegem Sport                | 25  | 30 | 10 | 5  | 15 | 22 | 51 | -29  |
| 14   | K. FC Putte                 | 24  | 30 | 8  | 8  | 14 | 38 | 48 | -10  |
| 15   | K. SK Geraardsbergen        | 23  | 30 | 8  | 7  | 15 | 27 | 46 | -19  |
| 16   | K. VC Westerlo              | 21  | 30 | 8  | 5  | 17 | 42 | 53 | -11  |

#### Résultats des rencontres - Série B
| Résultats (▼dom., ►ext.)                                   | BET | DIE | DUF | VGE | GRA | HEI | LON | MEE | HOM | NIJ | NIN | PUT | CRO | WES | WEZ | WIJ |
| K. AC Betekom                                              |     | -   | -   | -   | -   | -   | -   | -   | -   | -   | -   | -   | -   | -   | -   | -   |
| Diegem Sport                                               | -   |     | -   | -   | -   | -   | -   | -   | -   | -   | -   | -   | -   | -   | -   | -   |
| K. FC Duffel                                               | -   | -   |     | -   | -   | -   | -   | -   | -   | -   | -   | -   | -   | -   | -   | -   |
| K. FC Verbroedering Geel                                   | -   | -   | -   |     | -   | -   | -   | -   | -   | -   | -   | -   | -   | -   | -   | -   |
| K. SK Geraardsbergen                                       | -   | -   | -   | -   |     | -   | -   | -   | -   | -   | -   | -   | -   | -   | -   | -   |
| FC Heist Sportief                                          | -   | -   | -   | -   | -   |     | -   | -   | -   | -   | -   | -   | -   | -   | -   | -   |
| K. Londerzeel SK                                           | -   | -   | -   | -   | -   | -   |     | -   | -   | -   | -   | -   | -   | -   | -   | -   |
| FC Verbroedering Meerhout                                  | -   | -   | -   | -   | -   | -   | -   |     | -   | -   | -   | -   | -   | -   | -   | -   |
| K. Hoger-Op Merchtem                                       | -   | -   | -   | -   | -   | -   | -   | -   |     | -   | -   | -   | -   | -   | -   | -   |
| K. FC SV Nijlen                                            | -   | -   | -   | -   | -   | -   | -   | -   | -   |     | -   | -   | -   | -   | -   | -   |
| K. VK Ninove                                               | -   | -   | -   | -   | -   | -   | -   | -   | -   | -   |     | -   | -   | -   | -   | -   |
| K. FC Putte                                                | -   | -   | -   | -   | -   | -   | -   | -   | -   | -   | -   |     | -   | -   | -   | -   |
| R. Crossing Cl. Schaerbeek                                 | -   | -   | -   | -   | -   | -   | -   | -   | -   | -   | -   | -   |     | -   | -   | -   |
| K. Westerlo                                                | -   | -   | -   | -   | -   | -   | -   | -   | -   | -   | -   | -   | -   |     | -   | -   |
| K. Wezel Sport FC                                          | -   | -   | -   | -   | -   | -   | -   | -   | -   | -   | -   | -   | -   | -   |     | -   |
| K. Olympia SC Wijgmaal                                     | -   | -   | -   | -   | -   | -   | -   | -   | -   | -   | -   | -   | -   | -   | -   |     |
| - Victoire à domicile - Match nul - Victoire à l'extérieur |     |     |     |     |     |     |     |     |     |     |     |     |     |     |     |     |

### Classement final - Série C
| Rang | Équipe                           | Pts | J  | G  | N  | P  | Bp | Bc | Diff |
| ---- | -------------------------------- | --- | -- | -- | -- | -- | -- | -- | ---- |
| 1    | R. UNION HUTOISE FC              | 47  | 30 | 19 | 9  | 2  | 61 | 19 | +42  |
| 2    | R. Stade Waremmien FC            | 45  | 30 | 19 | 7  | 4  | 52 | 28 | +24  |
| 3    | URS du Centre                    | 39  | 30 | 13 | 13 | 4  | 35 | 18 | +17  |
| 4    | R. CS Andennais                  | 36  | 30 | 14 | 8  | 8  | 53 | 38 | +15  |
| 5    | Standard Club Pâturageois        | 35  | 30 | 12 | 11 | 7  | 48 | 34 | +14  |
| 6    | R. Ass. Marchiennoise des Sports | 33  | 30 | 13 | 7  | 10 | 46 | 40 | +6   |
| 7    | R. UW Ciney                      | 31  | 30 | 12 | 7  | 11 | 46 | 57 | -11  |
| 8    | Union Momalloise                 | 31  | 30 | 10 | 11 | 9  | 31 | 33 | -2   |
| 9    | UR Namur                         | 30  | 30 | 10 | 10 | 10 | 45 | 36 | +9   |
| 10   | R. Excelsior Virton              | 26  | 30 | 8  | 10 | 12 | 41 | 42 | -1   |
| 11   | R. Dinant FC                     | 25  | 30 | 9  | 7  | 14 | 35 | 42 | -7   |
| 12   | R. JS Bas-Oha                    | 25  | 30 | 9  | 7  | 14 | 31 | 36 | -5   |
| 13   | FC Le Lorrain Arlon              | 24  | 30 | 8  | 8  | 14 | 45 | 56 | -11  |
| 14   | Stade Gedinnois                  | 19  | 30 | 7  | 5  | 18 | 29 | 57 | -28  |
| 15   | US Durnal                        | 19  | 30 | 4  | 11 | 15 | 26 | 59 | -33  |
| 16   | ES Jamoigne-Izel                 | 15  | 30 | 2  | 11 | 17 | 19 | 48 | -29  |

#### Résultats des rencontres - Série C
| Résultats (▼dom., ►ext.)                                   | AND | LOR | BAS | CEN | UWC | DIN | DUR | GED | HUY | JAM | MAR | MOM | NAM | PAT | VIR | WAR |
| R. CS Andennais                                            |     | -   | -   | -   | -   | -   | -   | -   | -   | -   | -   | -   | -   | -   | -   | -   |
| FC Le Lorrain                                              | -   |     | -   | -   | -   | -   | -   | -   | -   | -   | -   | -   | -   | -   | -   | -   |
| R. JS Bas-Oha                                              | -   | -   |     | -   | -   | -   | -   | -   | -   | -   | -   | -   | -   | -   | -   | -   |
| URS du Centre                                              | -   | -   | -   |     | -   | -   | -   | -   | -   | -   | -   | -   | -   | -   | -   | -   |
| R. UW Ciney                                                | -   | -   | -   | -   |     | -   | -   | -   | -   | -   | -   | -   | -   | -   | -   | -   |
| R. Dinant FC                                               | -   | -   | -   | -   | -   |     | -   | -   | -   | -   | -   | -   | -   | -   | -   | -   |
| US Durnal                                                  | -   | -   | -   | -   | -   | -   |     | -   | -   | -   | -   | -   | -   | -   | -   | -   |
| Stade Gedinnois                                            | -   | -   | -   | -   | -   | -   | -   |     | -   | -   | -   | -   | -   | -   | -   | -   |
| R. Union Hutoise FC                                        | -   | -   | -   | -   | -   | -   | -   | -   |     | -   | -   | -   | -   | -   | -   | -   |
| ES Jamoigne-Izel                                           | -   | -   | -   | -   | -   | -   | -   | -   | -   |     | -   | -   | -   | -   | -   | -   |
| R. Ass. Marchiennoise des Sp.                              | -   | -   | -   | -   | -   | -   | -   | -   | -   | -   |     | -   | -   | -   | -   | -   |
| Union Momalloise                                           | -   | -   | -   | -   | -   | -   | -   | -   | -   | -   | -   |     | -   | -   | -   | -   |
| UR Namur                                                   | -   | -   | -   | -   | -   | -   | -   | -   | -   | -   | -   | -   |     | -   | -   | -   |
| Standard Cl. Pâturageois                                   | -   | -   | -   | -   | -   | -   | -   | -   | -   | -   | -   | -   | -   |     | -   | -   |
| R. Excelsior Virton                                        | -   | -   | -   | -   | -   | -   | -   | -   | -   | -   | -   | -   | -   | -   |     | -   |
| R. Stade Waremmien FC                                      | -   | -   | -   | -   | -   | -   | -   | -   | -   | -   | -   | -   | -   | -   | -   |     |
| - Victoire à domicile - Match nul - Victoire à l'extérieur |     |     |     |     |     |     |     |     |     |     |     |     |     |     |     |     |

| Rang | Équipe                 | Pts | J  | G  | N  | P  | Bp | Bc | Diff |
| ---- | ---------------------- | --- | -- | -- | -- | -- | -- | -- | ---- |
| 1    | K. FC LOMMELSE SK      | 46  | 30 | 21 | 4  | 5  | 56 | 23 | +33  |
| 2    | FC Assent              | 42  | 30 | 19 | 4  | 7  | 56 | 25 | +31  |
| 3    | SK Alken               | 37  | 30 | 15 | 7  | 8  | 54 | 37 | +17  |
| 4    | Eendracht Club Rotem   | 36  | 30 | 15 | 6  | 9  | 58 | 39 | +19  |
| 5    | Zonhoven V&V           | 34  | 30 | 13 | 8  | 9  | 48 | 35 | +13  |
| 6    | Voorwaarts Tienen      | 31  | 30 | 11 | 9  | 10 | 36 | 29 | +7   |
| 7    | R. FC Malmundaria 1904 | 30  | 30 | 11 | 8  | 11 | 39 | 38 | +1   |
| 8    | R. CS Visétois         | 30  | 30 | 10 | 10 | 10 | 51 | 36 | +15  |
| 9    | SK Bree                | 27  | 30 | 10 | 7  | 13 | 59 | 52 | +7   |
| 10   | R. Blégny FC           | 27  | 30 | 10 | 7  | 13 | 47 | 57 | -10  |
| 11   | Rapid Spouwen          | 27  | 30 | 10 | 7  | 13 | 37 | 48 | -11  |
| 12   | R. CS Verviétois       | 27  | 30 | 9  | 9  | 12 | 28 | 37 | -9   |
| 13   | SRU Verviers           | 26  | 30 | 10 | 6  | 14 | 40 | 42 | -2   |
| 14   | K. Wit-Ster Beverst    | 26  | 30 | 9  | 8  | 13 | 26 | 39 | -13  |
| 15   | US Ferrières           | 21  | 30 | 8  | 5  | 17 | 34 | 70 | -36  |
| 16   | R. CS Stavelotain      | 13  | 30 | 4  | 5  | 21 | 29 | 91 | -62  |

#### Localisation – Série D
| Résultats (▼dom., ►ext.)                                   | ALK | ASS | BFC | BEV | SKB | FER | LOM | MAL | ROT | STA | SPO | TIE | VER | SRU | VIS | ZON |
| SK Alken                                                   |     | -   | -   | -   | -   | -   | -   | -   | -   | -   | -   | -   | -   | -   | -   | -   |
| FC ASSent                                                  | -   |     | -   | -   | -   | -   | -   | -   | -   | -   | -   | -   | -   | -   | -   | -   |
| R. Blégny FC                                               | -   | -   |     | -   | -   | -   | -   | -   | -   | -   | -   | -   | -   | -   | -   | -   |
| K Wit-Ster Beverst                                         | -   | -   | -   |     | -   | -   | -   | -   | -   | -   | -   | -   | -   | -   | -   | -   |
| SK Bree                                                    | -   | -   | -   | -   |     | -   | -   | -   | -   | -   | -   | -   | -   | -   | -   | -   |
| US Ferrières                                               | -   | -   | -   | -   | -   |     | -   | -   | -   | -   | -   | -   | -   | -   | -   | -   |
| K. FC Lommelse SK                                          | -   | -   | -   | -   | -   | -   |     | -   | -   | -   | -   | -   | -   | -   | -   | -   |
| R. FC Malmudaria 1904                                      | -   | -   | -   | -   | -   | -   | -   |     | -   | -   | -   | -   | -   | -   | -   | -   |
| Eendracht Cl. Rotam                                        | -   | -   | -   | -   | -   | -   | -   | -   |     | -   | -   | -   | -   | -   | -   | -   |
| R. CS Stavelotain                                          | -   | -   | -   | -   | -   | -   | -   | -   | -   |     | -   | -   | -   | -   | -   | -   |
| Rapid Spouwen                                              | -   | -   | -   | -   | -   | -   | -   | -   | -   | -   |     | -   | -   | -   | -   | -   |
| . Voorwaarts Tienen                                        | -   | -   | -   | -   | -   | -   | -   | -   | -   | -   | -   |     | -   | -   | -   | -   |
| R. CS Verviétois                                           | -   | -   | -   | -   | -   | -   | -   | -   | -   | -   | -   | -   |     | -   | -   | -   |
| SRU Verviers                                               | -   | -   | -   | -   | -   | -   | -   | -   | -   | -   | -   | -   | -   |     | -   | -   |
| R. CS Visétois                                             | -   | -   | -   | -   | -   | -   | -   | -   | -   | -   | -   | -   | -   | -   |     | -   |
| Zonhoven V&V                                               | -   | -   | -   | -   | -   | -   | -   | -   | -   | -   | -   | -   | -   | -   | -   |     |
| - Victoire à domicile - Match nul - Victoire à l'extérieur |     |     |     |     |     |     |     |     |     |     |     |     |     |     |     |     |

## Tour final des2eclassés
En cette fin de saison, le "tour final des 2e classés n'est pas disputé pour une "place éventuelle" mais avec la certitude pour le vainqueur de rejoindre la Division 3 la saison suivante. En effet la fusion entre l'AS Oostende et le VG Oostende, pour former le KV Oostende, libère une place à l'étage supérieur.
Le tour final est joué sous forme de compétition de matchs à élimination directe: demi-finales puis finale, à chaque fois en une seule manche.
A noter, que le K. VK Ninove participe à ce tournoi car la sanction infligée au champion Merchtem est prononcée plus tard. En tant que "vice champions", le Ninovites sont alors promus directs En D3.
|                         |                    |                       | Score | Prol | TaB |
| Premier tour - le       |                    |                       |       |      |     |
| 1                       | K. FC Zwarte Leeuw | R. Stade Waremmien FC | 1-3   |      |     |
| 2                       | K. VK Ninove       | FC Assent             | 2-2   | 2-2  | ?-? |
| Finale - le 31 mai 1981 |                    |                       |       |      |     |
| F                       | FC ASSENT          | R. Stade Waremmien FC | 2-2   | 2-2  | ?-? |

- Le  FC Assent est promu en Division 3 pour la saison suivante.

## Barrage des14eclassés
Avec le dossier disciplinaire ouvert à l'entre de Hoger-Op Merchtem et de l'AC Betekom, il est procédé à un barrage devant désigner la ou les équipes qui pourraient éviter la relégation dans le cas où une des parties en cause serait retrogradée.
Le barrage est joué par matchs à élimination directe, en une seule manche: demi-finale, finale.
|                                                           |             |                 | Score | Prol | TaB |
| Premier tour - le                                         |             |                 |       |      |     |
| 1                                                         |             |                 | x-x   |      |     |
| 2                                                         |             |                 | x-x   |      |     |
| Finale - le 31 mai 1981 sur le terrain du R. FC Hannutois |             |                 |       |      |     |
| F                                                         | K. FC Putte | Stade Gedinnois | 3-4   |      |     |

- À la suite de la relégation infligée à Betekom et à Merchtem, le K. FC Putte et le Stade Gedinnois assurent leur maintien en "Promotion" pour la saison suivante.

## Récapitulatif de la saison
- Champion A: R. Dottignies Sport 1er titre en Promotion (D4)
- Champion B: K. VK Ninove 1er titre en Promotion (D4)
- Champion C: R. Union Hutoise FC 2e titre en Promotion (D4)
- Champion D: K. FC Lommelse SK 1re titre en Promotion (D4)
- Douzième titre de Promotion (D4) pour la Province de Flandre occidentale (Administrativement Hennuyère, Dottignies joue Flandre occidentale en raison de sa situation géographique)
- Seizième titre de Promotion (D4) pour la Province de Flandre orientale
- Seizième titre de Promotion (D4) pour la Province de Liège
- Dix-septième titre de Promotion (D4) pour la Province de Limbourg

| Région flamande (32)            | Région flamande (32) | Province de Brabant (8)      | Province de Brabant (8) | Région wallonne (24)   | Région wallonne (24) |
| ------------------------------- | -------------------- | ---------------------------- | ----------------------- | ---------------------- | -------------------- |
| Province d'Anvers               | 13                   | Région de Bruxelles-Capitale | 1                       | Province de Hainaut    | 4                    |
| Province de Flandre-Occidentale | 5                    | Province du Brabant flamand  | 7                       | Province de Liège      | 11                   |
| Province de Flandre-Orientale   | 7                    | Province du Brabant wallon   | 0                       | Province de Luxembourg | 3                    |
| Province de Limbourg            | 7                    |                              |                         | Province de Namur      | 6                    |

1. ↑  Au niveau footballistique, la province de Brabant est toujours unitaire malgré sa partition territoriale en 1995.

### Admission en D3 / Relégation de D3
Les quatre champions (Dottignies Sport, l'Union Hutoise, Lomme et Ninove), ainsi qu'une cinquième formation ayant remporté le tour final des 2e classés (Assent) sont promus en Division 3, d'où sont relégués l'AS Eupen, Forestoise et la Royale Union, ainsi que le Patro Eisden lequel est sanctionné pour «fait de corruption».

### Relégations vers les séries provinciales
Douze clubs sont relégués vers le 5e niveau, appelé « Première provinciale ».
| Clubs                                          |   | Provinces                       |
| ---------------------------------------------- | - | ------------------------------- |
| K. VC Westerlo                                 | ⇒ | Province d'Anvers               |
| K. AC Betekom, K. HO Merchtem                  | ⇒ | Province de Brabant             |
| K. VK Torhout                                  | ⇒ | Province de Flandre-Occidentale |
| KM SK Deinze, R. RC Gent, K. SK Geraardsbergen | ⇒ | Province de Flandre-Orientale   |
|                                                | ⇒ | Province de Hainaut             |
| US Ferrières, R. CS Stavelotain                | ⇒ | Province de Liège               |
| K. Wit-Ster Beverst                            | ⇒ | Province de Limbourg            |
| Ent. Sp. Jamoigne-Izel                         | ⇒ | Province de Luxembourg          |
| US Durnal                                      | ⇒ | Province de Namur               |

### Montées depuis les séries provinciales
Quatorze clubs sont admis en « Promotion » (4e niveau) depuis le 5e niveau, appelé « Première provinciale ».
Les deux montants supplémentaires compensent les places libérées par deux fusions (Ostende et Tirlemont). La Province de Brabant bénéficie d'un 3e montant, l'autre promu supplémentaire échoit à la Flandre orientale.
| Provinces                       | Montant                                               |
| ------------------------------- | ----------------------------------------------------- |
| Province d'Anvers               | FC Germinal Ekeren, K. VV OG Vorselaar                |
| Province de Brabant             | K. Humbeek FC, VC Delta Londerzeel, Ourodenberg Sport |
| Province de Flandre-Occidentale | SK Gullegem                                           |
| Province de Flandre-Orientale   | FC Denderleeuw, K. SV Sottegem                        |
| Province de Hainaut             | FC Élougeois                                          |
| Province de Liège               | R. Aubel FC, R. Ét. Sp. Dalhemoise                    |
| Province de Limbourg            | Herderen Hedra                                        |
| Province de Luxembourg          | RC Mormont                                            |
| Province de Namur               | R. CS Condruzien                                      |